# Modern Life Is Rubbish
Albums de Blur
Leisure
(1991) Parklife
(1994)
Modern Life Is Rubbish est le deuxième album du groupe britannique de rock Blur, sorti le 10 mai 1993. C'est l'un des disques, sinon le disque, qui a lancé le mouvement Britpop des années 1990.
En 2006, un Top 100 des meilleurs albums anglais, établi par le NME, classe Modern Life Is Rubbish à la 6e place.
La pochette de l'album est un dessin représentant la locomotive Mallard.

## Liste des titres
1. For Tomorrow
2. Advert
3. Colin Zeal
4. Pressure on Julian
5. Star Shaped
6. Blue Jeans
7. Chemical World
8. *Intermission (fusionné avec Chemical World sur les éditions CD)
9. Sunday Sunday
10. Oily Water
11. Miss America
12. Villa Rosie
13. Coping
14. Turn It Up
15. Resigned
16. *Commercial Break (fusionné avec Resigned sur les éditions CD)

## Autres versions
- La version japonaise inclus Young and Lovely, puis en réédition, le titre Popscene.
- La version américaine inclus Popscene, When the Cows Come Home et Peach ainsi qu'une version différente de Chemical World.